# Paweł Wojciechowski (lekkoatleta)
Paweł Wojciechowski (ur. 6 czerwca 1989 w Bydgoszczy) – polski lekkoatleta specjalizujący się w skoku o tyczce.
Zawodnik bydgoskiego Zawiszy, wychowanek trenera Romana Dakiniewicza (1998-2011) (2013-2015), jest mistrzem świata seniorów z roku 2011 oraz medalistą juniorskich mistrzostw świata i młodzieżowym mistrzem Europy. Reprezentant Polski w meczach międzypaństwowych. Wojciechowski jest byłym rekordzistą Polski (5,91 m – 2011) oraz byłym halowym rekordzistą kraju (5,86 – 2011). W roku 2008 ustanowił nadal aktualny rekord Polski juniorów (5,51). Jest kapralem Sił Zbrojnych RP. Sportowiec choruje na chorobę Scheuermanna.

## Kariera

### Początki
Paweł Wojciechowski lekkoatletykę zaczął uprawiać jesienią 1998 roku, mając 9 lat, w klubie CWKS Zawisza Bydgoszcz w sekcji lekkoatletycznej w grupie tyczkarzy trenera Romana Dakiniewicza, który wcześniej m.in. wychował dwóch olimpijczyków: Mariusza Klimczyka (Moskwa 1980) i Mirosława Chmarę (Seul 1988).
Pierwsze znaczące sukcesy jako tyczkarz odniósł w 2006 roku zwyciężając w Halowych Mistrzostwach Polski oraz Letnich Mistrzostwach Polski Juniorów Młodszych. Jego talent tyczkarski rozbłysnął w 2008 roku poprawiając o 1 cm rekord Polski juniorów 5,50 m należący do rok starszego kolegi klubowego Łukasza Michalskiego również wychowanka trenera Romana Dakiniewicza.
Wprawdzie w 2007 roku odpadł w eliminacjach mistrzostw Europy juniorów, ale 12 lipca 2008 zajął drugie miejsce i zdobył srebrny medal w konkursie skoku o tyczce podczas juniorskich mistrzostw świata. 14 marca 2009 zajął trzecie miejsce podczas halowego pucharu świata wojskowych w Atenach. W maju tego samego roku przez miesiąc trenował razem z grupą polskich tyczkarzy i tyczkarek we włoskiej miejscowości Formia pod okiem Witalija Pietrowa – wychowawcy i twórcy sukcesów Serhija Bubki oraz Jeleny Isinbajewej. W sezonie 2010 był nękany przez kontuzje.

### Lata 2011–2012
13 lutego 2011 poprawił – podczas mityngu Flanders Indoor – 22-letni halowy rekord Polski Mirosława Chmary skacząc 5,86 m. Tydzień później zdobył pierwszy złoty medal seniorskich mistrzostw kraju, wygrywając krajowy czempionat w hali – po tym sukcesie debiutując w dużej seniorskiej imprezie zajął czwartą lokatę na halowych mistrzostwach Europy w Paryżu. W lipcu został młodzieżowym mistrzem Europy oraz zdobył złoto, ustanawiając rekord imprezy oraz rekord Polski młodzieżowców, igrzysk wojska. 15 sierpnia 2011 w Szczecinie podczas nocnego mityngu tyczkarzy wynikiem 5,91 m poprawił o 1 centymetr rekord Polski w skoku o tyczce, który od roku 1988 należał do Mirosława Chmary. Po tym sukcesie, 29 sierpnia w Daegu, wywalczył tytuł mistrza świata. Na koniec sezonu 2011 zajął drugie miejsce w plebiscycie na wschodzącą gwiazdą europejskiej lekkoatletyki organizowanym przez European Athletics, a w plebiscycie na lekkoatletę roku w Europie zajął 7. miejsce. Zwyciężył w plebiscycie dziennika „Sport” i Polskiego Związku Lekkiej Atletyki na najlepszego polskiego lekkoatletę sezonu 2011 zdobywając prestiżowe Złote Kolce. 7 grudnia 2011 podczas treningu w Bydgoszczy doznał kontuzji złamania kości jarzmowej. Dzień później zawodnik przeszedł operację, lekarze przewidują, że rekonwalescencja sportowca potrwa około miesiąca. Laureat (w kategorii Sportowiec Roku 2011) Wielkiej Honorowej Nagrody Sportowej imienia Piotra Nurowskiego przyznawanej przez Polski Komitet Olimpijski.
7 stycznia 2012 odebrał statuetkę za zajęcie szóstej lokaty w 77. Plebiscycie Przeglądu Sportowego. Podczas uroczystej gali Wojciechowski odebrał także nagrodę w kategorii Nadzieja olimpijska – wyróżnienie to przyznano pierwszy raz, a tyczkarzowi statuetkę wręczył mistrz olimpijski w pchnięciu kulą Tomasz Majewski. W sezonie letnim zawodnik borykał się z kontuzją, która uniemożliwiła mu start na mistrzostwach Polski w Bielsku-Białej oraz uzyskanie wskaźnika PZLA na igrzyska olimpijskie w Londynie. Polski Związek Lekkiej Atletyki wystąpił do Polskiego Komitetu Olimpijskiego z prośbą o uznanie międzynarodowego wskaźnika, który Wojciechowski uzyskał w sezonie 2011. 24 lipca 2012 potwierdzono, że tyczkarz wystąpi na londyńskich igrzyskach. Podczas igrzysk Wojciechowski nie zaliczył żadnej wysokości w rundzie eliminacyjnej i nie awansował do finału.

### Lata 2013–2014
Z powodu kontuzji nie wziął udziału w mistrzostwach świata w Moskwie (2013). Do sportu powrócił w 2014 roku – 5 stycznia w Leverkusen uzyskał rezultat 5,45, a dwa tygodnie później (19 stycznia) w Orleanie wynikiem 5,76 wypełnił wskaźnik PZLA na halowe mistrzostwa świata w Sopocie.

## Osiągnięcia

### Międzynarodowe
| Rok  | Impreza                             | Miejsce        | Lokata            | Wynik |
| ---- | ----------------------------------- | -------------- | ----------------- | ----- |
| 2007 | Mistrzostwa Europy juniorów         | Hengelo        | el. – 16. miejsce | 4,75  |
| 2008 | Mistrzostwa świata juniorów         | Bydgoszcz      | 2. miejsce        | 5,40  |
| 2009 | Halowy puchar świata wojskowych     | Ateny          | 3. miejsce        | 5,40  |
| 2009 | Mistrzostwa świata wojskowych       | Sofia          | –                 | NM    |
| 2011 | Halowe mistrzostwa Europy           | Paryż          | 4. miejsce        | 5,71  |
| 2011 | Młodzieżowe mistrzostwa Europy      | Ostrawa        | 1. miejsce        | 5,70  |
| 2011 | Światowe wojskowe igrzyska sportowe | Rio de Janeiro | 1. miejsce        | 5,81  |
| 2011 | Mistrzostwa świata                  | Daegu          | 1. miejsce        | 5,90  |
| 2012 | Igrzyska olimpijskie                | Londyn         | –                 | NM    |
| 2014 | Halowe mistrzostwa świata           | Sopot          | 12. miejsce       | 5,40  |
| 2014 | Mistrzostwa Europy                  | Zurych         | 2. miejsce        | 5,70  |
| 2014 | Puchar interkontynentalny           | Marrakesz      | 5. miejsce        | 5,40  |
| 2015 | Mistrzostwa świata                  | Pekin          | 3. miejsce        | 5,80  |
| 2015 | Światowe wojskowe igrzyska sportowe | Mungyeong      | 3. miejsce        | 5,20  |
| 2016 | Mistrzostwa Europy                  | Amsterdam      | 7. miejsce        | 5,30  |
| 2016 | Igrzyska olimpijskie                | Rio de Janeiro | el. – 16. miejsce | 5,45  |
| 2017 | Halowe mistrzostwa Europy           | Belgrad        | 3. miejsce        | 5,85  |
| 2017 | Mistrzostwa świata                  | Londyn         | 5. miejsce        | 5,75  |
| 2018 | Halowe mistrzostwa świata           | Birmingham     | 13. miejsce       | 5,60  |
| 2018 | Mistrzostwa Europy                  | Berlin         | 5. miejsce        | 5,80  |
| 2019 | Halowe mistrzostwa Europy           | Glasgow        | 1. miejsce        | 5,90  |
| 2019 | Światowe wojskowe igrzyska sportowe | Wuhan          | 1. miejsce        | 5,60  |
| 2019 | Mistrzostwa świata                  | Doha           | el. – 13. miejsce | 5,70  |
| 2021 | Halowe mistrzostwa Europy           | Toruń          | el. – 13. miejsce | 5,35  |
| 2021 | Igrzyska olimpijskie                | Tokio          | el. – 28. miejsce | 5,30  |
| 2023 | Mistrzostwa świata                  | Budapeszt      | el. – 22. miejsce | 5,35  |
| 2024 | Mistrzostwa Europy                  | Rzym           | el. – 21. miejsce | 5,25  |

### Mistrzostwa Polski

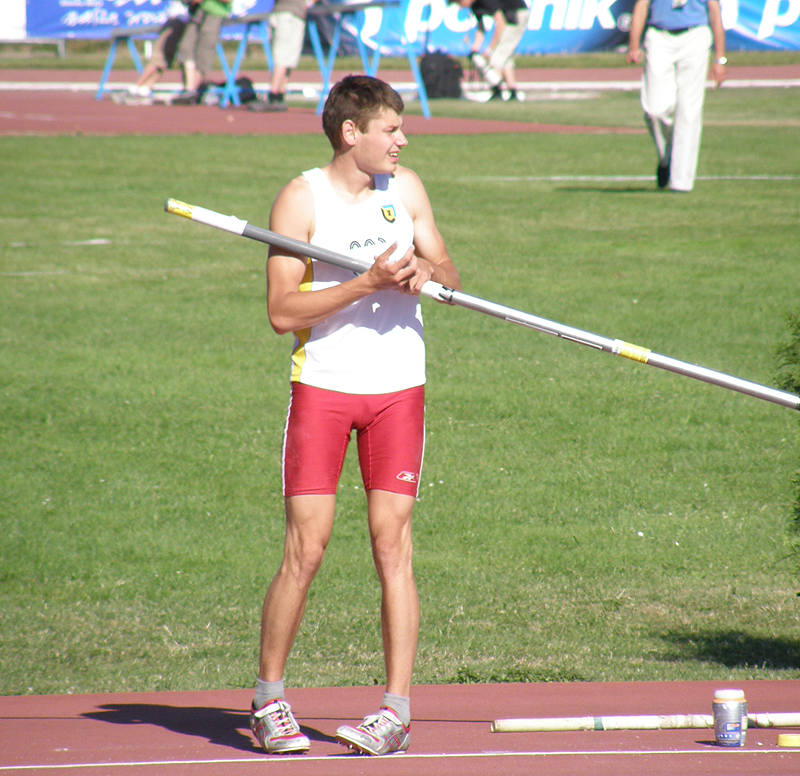
Paweł Wojciechowski podczas mistrzostw Polski seniorów w Bielsku-Białej (2010)

#### Stadion
Medalista mistrzostw Polski seniorów ma w dorobku pięć złotych (Kraków 2015, Bydgoszcz 2016, Lublin 2018, Radom 2019, Włocławek 2020), dwa srebrne (Szczecin 2014, Białystok 2017) oraz trzy brązowe medale (Bydgoszcz 2011, Poznań 2021 oraz Gorzów Wielkopolski 2023). Stawał na podium juniorskich mistrzostw Polski oraz młodzieżowych mistrzostw Polski, jednak nigdy nie wygrał żadnej z tych imprez.
| Mistrzostwa Polski       | Pozycja    | Wynik | Źródło |
| ------------------------ | ---------- | ----- | ------ |
| Bielsko-Biała 2010       | 5. miejsce | 5,00  | [ 47 ] |
| Bydgoszcz 2011           | 3. miejsce | 5,60  | [ 48 ] |
| Szczecin 2014            | 2. miejsce | 5,50  | [ 49 ] |
| Kraków 2015              | 1. miejsce | 5,70  | [ 50 ] |
| Bydgoszcz 2016           | 1. miejsce | 5,40  |        |
| Białystok 2017           | 2. miejsce | 5,70  |        |
| Lublin 2018              | 1. miejsce | 5,70  |        |
| Radom 2019               | 1. miejsce | 5,71  |        |
| Włocławek 2020           | 1. miejsce | 5,61  |        |
| Poznań 2021              | 3. miejsce | 5,70  |        |
| Gorzów Wielkopolski 2023 | 3. miejsce | 5,46  |        |
| Bydgoszcz 2024           | 3. miejsce | 5,50  |        |

#### Hala
Stawał na podium halowych mistrzostw Polski seniorów zdobywając trzy złote, trzy srebrne i dwa brązowe medale.
| Mistrzostwa Polski | Pozycja    | Wynik | Źródło |
| ------------------ | ---------- | ----- | ------ |
| Spała 2009         | 3. miejsce | 5,30  | [ 51 ] |
| Spała 2011         | 1. miejsce | 5,70  | [ 52 ] |
| Sopot 2014         | 2. miejsce | 5,62  | [ 53 ] |
| Toruń 2016         | 1. miejsce | 5,72  |        |
| Spała 2017         | 3. miejsce | 5,30  |        |
| Toruń 2018         | 2. miejsce | 5,72  |        |
| Toruń 2019         | 2. miejsce | 5,60  |        |
| Toruń 2020         | 1. miejsce | 5,70  |        |
| Toruń 2021         | 3. miejsce | 5,30  |        |
| Toruń 2022         | 2. miejsce | 5,51  |        |
| Toruń 2023         | 2. miejsce | 5,52  |        |

## Rekordy

### Rekordy życiowe
|         | Rezultat | Data              | Miejsce | Zawody                         |                                            | Źródła |
| ------- | -------- | ----------------- | ------- | ------------------------------ | ------------------------------------------ | ------ |
| stadion | 5,93     | 6 lipca 2017(dts) | Lozanna | Athletissima 2017              | 3. wynik w historii polskiej lekkoatletyki | [ 54 ] |
| hala    | 5,90     | 2 marca 2019(dts) | Glasgow | Halowe Mistrzostwa Europy 2019 | 2. wynik w historii polskiej lekkoatletyki | [ 55 ] |

## Odznaczenia i wyróżnienia
- Złoty Medal „Za zasługi dla obronności kraju” – 2011[56]
- Medal 100-lecia Odzyskania Niepodległości – 2019[57]
- Wielka Honorowa Nagroda Sportowa za 2011 rok[58].